# Сем Рајдер
Сем Рајдер (енгл. Sam Ryder; Малдон, 25. јун 1989) британски је певач и личност са друштвених медија, који је представљао Уједињено Краљевство на Песми Евровизије 2022. са песмом „Space Man”.

## Детињство, младост и образовање
Ридер је похађао Католичку школу Сент Џон Пејн у Челмсфорду између 2000 и 2007. године.

## Дискографија

### 
- 2021:

### Синглови
- 2019: „Set You Free”
- 2021: „”
- 2021: „”
- 2021: „”
- 2021: „”
- 2021: „”
- 2022: „Space Man”